# Leo Horwitz
Leo Horwitz war ein österreichischer Eiskunstläufer, der im Paarlauf startete.
Er trat in den Jahren 1913 und 1914 im Paarlauf mit Christa von Szabó in Erscheinung. Bei den österreichischen Meisterschaften 1913, den ersten im Paarlauf, wurden sie Vizemeister hinter von Szabós Cousine Helene Engelmann und deren Eislaufpartner Karl Mejstrik. 1914 gelang Horwitz und von Szabó die Revanche. Sie wurden österreichische Meister vor Engelmann und Mejstrik. In beiden Jahren nahmen sie auch an Weltmeisterschaften teil, dort konnten sie ihre Landsleute allerdings nie bezwingen und gewannen 1913 in Stockholm, wie auch 1914 in St. Moritz die Bronzemedaille.

## Ergebnisse

### Paarlauf
(mit Christa von Szabó)
| Wettbewerb / Jahr               | 1913 | 1914 |
| ------------------------------- | ---- | ---- |
| Weltmeisterschaften             | 3.   | 3.   |
| Österreichische Meisterschaften | 2.   | 1.   |

| Personendaten    | Personendaten                   |
| ---------------- | ------------------------------- |
| NAME             | Horwitz, Leo                    |
| KURZBESCHREIBUNG | österreichischer Eiskunstläufer |
| GEBURTSDATUM     | 19. Jahrhundert                 |
| STERBEDATUM      | 20. Jahrhundert                 |